# Tecniche nuove
Tecniche Nuove Spa è un gruppo editoriale italiano.

## Storia
La casa editrice fu fondata nel 1960 a Milano. Nei primi anni l'editore Giuseppe Nardella iniziò a dirigere la pubblicazione di alcune riviste specializzate di meccanica quali ad esempio Oleodinamica. L'attività editoriale nel corso degli anni si è espansa in altri settori, tra i quali l'impiantistica, l'edilizia, l'agricoltura, la salute, l'alimentazione.

## Attività
È un editore tematico, come evidenziato dal suo nome, con una produzione di un centinaio di riviste specializzate e circa 1300 testi tecnici.